# Burg Trosky

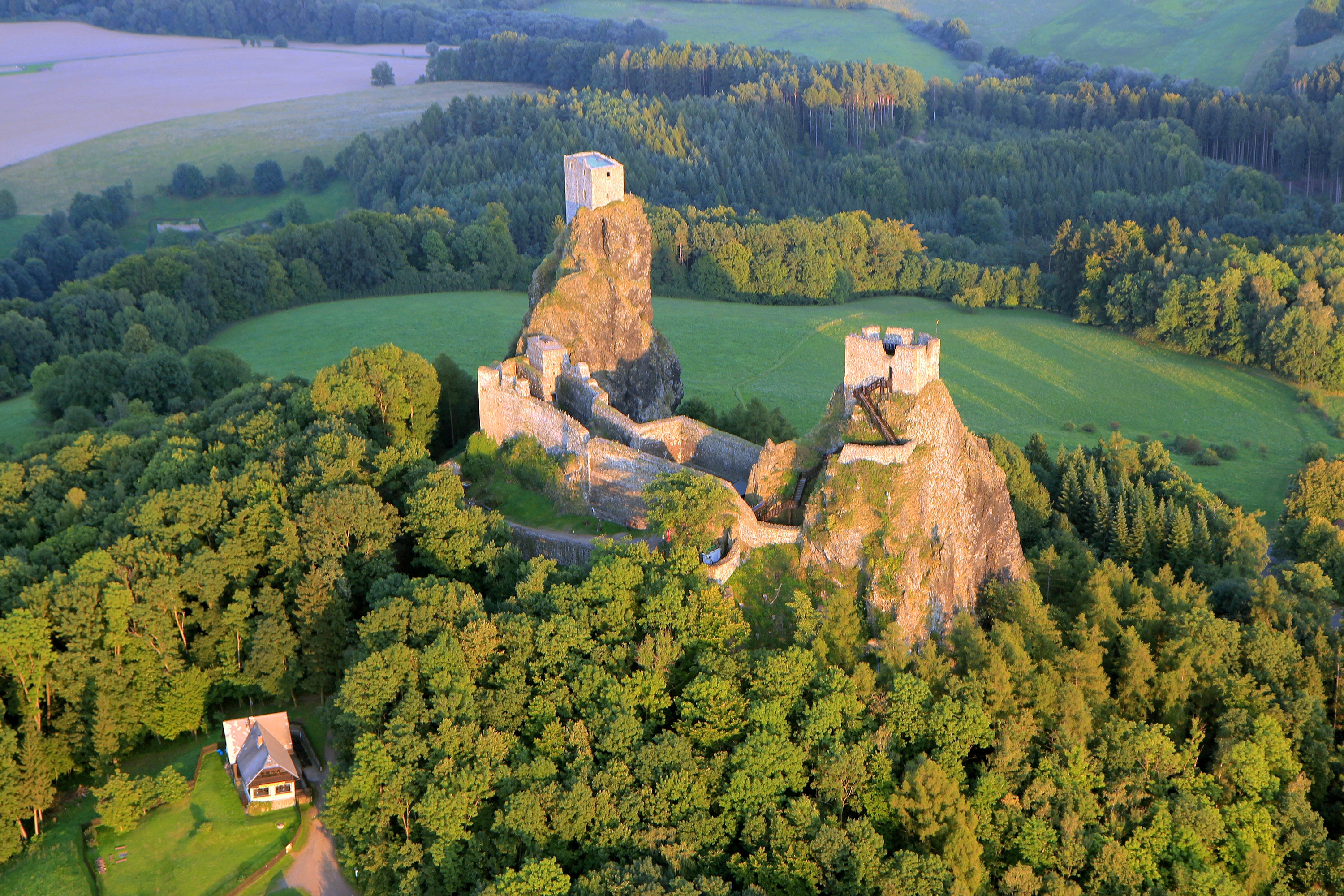
Burg Trosky

Die Burg Trosky (tschechisch Hrad Trosky) ist eine Ruine auf dem Gebiet der Gemeinde Troskovice im Okres Semily, Tschechien, zwischen Turnov und Jičín, südwestlich des Ortes Rovensko pod Troskami. Die Burg mit ihrer unverwechselbaren Silhouette ist das Symbol des Landschaftsschutzgebietes Český ráj (Böhmisches Paradies). Bei der Burg endet der Naturlehrpfad durch das Schutzgebiet Podtrosecká údolí. Mit 117.000 Besuchern im Jahr 2024 ist sie eine der meistbesuchten Burgen Tschechiens.

## Beschreibung
Das Basaltmassiv bildete sich unter der Erdoberfläche im Tertiär, als zwei Schlote durch Magma ausgefüllt wurden; die beiden Türme wurden durch Verwitterung des umgebenden Gesteins freigelegt. Die Burg befindet sich in einer Höhe von 514 m über dem Meeresspiegel. Auf den Kegeln, die 47 m (Baba, tschechisch für altes Weib) und 57 m (Panna, tschechisch für Jungfrau) aus der Landschaft ragen, befinden sich Reste zweier mittelalterlicher Türme. 
Der ursprüngliche Buchenwald auf den Hängen wurde beim Bau der Burg im 14. Jahrhundert aus strategischen Gründen abgeholzt und mit Monokulturen – zum Beispiel Lärchen und Robinien – wieder aufgeforstet. Auf dem freigelegten Basalt gedeihen wärmeliebende Pflanzenarten. Die Umgebung der Ruine steht seit 1998 auf 3,49 Hektar als Naturdenkmal unter Naturschutz.

## Geschichte

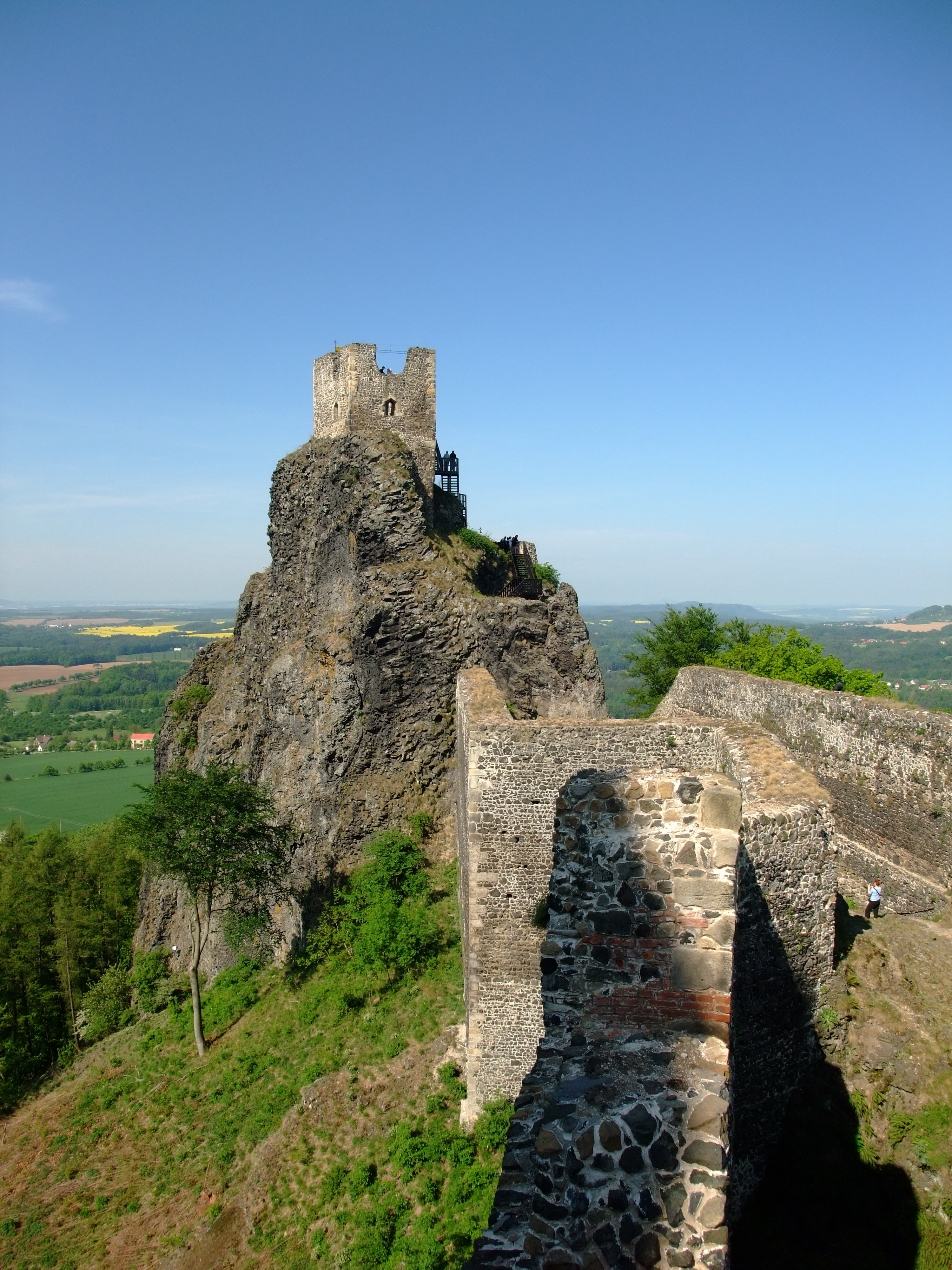
Ansicht des großen Turms

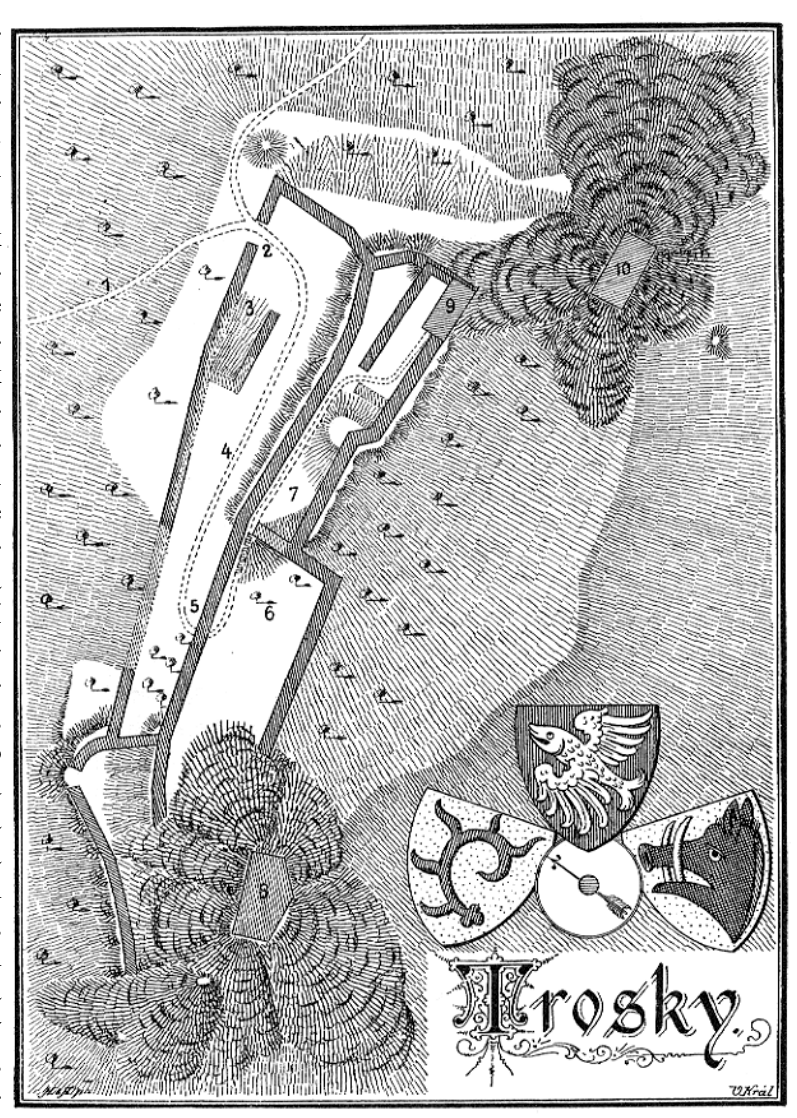
Grundriss der Burg, gezeichnet von Adalbert Král von Dobrá Voda, veröffentlicht im Jahr 1895

Die zwischen zwei schroffen Basaltkegeln erbaute Burg wurde 1396 als Besitz des Vinzenz von Wartenberg erstmals erwähnt. Sie trug bereits damals den Namen Trosky (Ruinen). Es wird angenommen, dass sie in der zweiten Hälfte des 14. Jahrhunderts entstanden ist. Nach Vinzenz’ Tod 1399 fiel die Burg an den böhmischen König Wenzel IV. Dieser verkaufte die Burg und die Herrschaft an Otto den Älteren von Bergow. 
Dessen Sohn Otto der Jüngere von Bergow war ein strenger Katholik. Er konnte im Jahr 1424 einer Belagerung der Hussiten widerstehen. 1428 zerstörte ein Brand die Burg bis auf den Jungfrauenturm. Im Jahr 1438 eroberten der Raubritter Christoph Schof von Helfenburg (Kryštof Šof z Helfenburka) und sein Kumpan, der Schweizer (Švejcar) die Burg und nahmen Otto den Jüngeren von Bergow gefangen. Im Jahr 1440 scheiterte der Versuch, sie aus der Burg zu vertreiben. Mit Unterstützung des Oberlausitzer Sechsstädtebundes konnte die Burg 1444 zurückerobert werden.
1452 verkaufte der Sohn Ottos, Johann von Bergow, die Burg mit zugehöriger Herrschaft an Johann Zajíc von Hasenburg auf Kost. 1469 wurde die Burg vom königlichen Feldherren Jiří z Poděbrad eingenommen. Danach wechselte die Burg noch mehrfach den Besitzer, bis sie Jindřich Smiřický von Smiřice 1559 kaufte und in seine Herrschaft eingliederte. Deren Mittelpunkt lag unweit von Trosky in Hrubá Skála, und so verlor die Burg ihre einstige Bedeutung; sie war fortan nur noch Wohnort der herrschaftlichen Beamten und Verwaltungszentrum. Sie blieb es auch, nachdem der Besitz der Familie Smiřický 1618 an Wallenstein fiel. Dennoch spielte Trosky im Dreißigjährigen Krieg eine militärische Rolle: 1639, 1642 und 1648 wurde sie von den Schweden eingenommen und als Festung gehalten. Das kaiserliche Heer vertrieb die schwedische Armee 1648 und setzte die Burg in Brand, bei welchem wichtige Dokumente vernichtet wurden. Während der Flucht wurden zahlreiche Gemälde, welches das Aussehen der damaligen Burg darstellen, mitgenommen. 1681 beschrieb Bohuslav Balbín Trosky bei einem Besuch als größtenteils reparabel, eine Instandsetzung unterblieb jedoch, und so wurde die Burg aufgegeben und verfiel.

## In der Populärkultur
Eine Nachbildung der Burg aus dem Jahr 1403 ist in dem tschechischen Rollenspiel Kingdom Come: Deliverance II zu finden.